# 131245 Бакич
131245 Бакич (131245 Bakich) — астероїд головного поясу, відкритий 16 березня 2001 року.
Тіссеранів параметр щодо Юпітера — 3,321.